# Meistera dallachyi
Meistera dallachyi là một loài thực vật có hoa trong họ Gừng. Loài này được Ferdinand von Mueller mô tả khoa học đầu tiên năm 1872 dưới danh pháp Amomum dallachyi. Năm 2018, Jana Leong-Škorničková và Mark Newman chuyển nó sang chi Meistera mới được phục hồi.

## Phân bố
Loài này có tại miền bắc Queensland, Australia.